# Anke Westendorf
Anke Westendorf (* 26. Februar 1954 in Schwerin, heute Anke Maukel) ist eine ehemalige deutsche Volleyballspielerin.
Anke Westendorf war 230-fache DDR-Nationalspielerin. Sie nahm zweimal an Olympischen Spielen teil, wobei sie 1976 in Montreal den sechsten Platz belegte und 1980 in Moskau die Silbermedaille gewann. Anke Westendorf spielte für SC Traktor Schwerin und wurde mehrfach DDR-Meister und FDGB-Pokalsieger. Außerdem gewann sie 1975 den Europapokal der Pokalsieger und 1978 den Europapokal der Landesmeister.
Mit ihren Mannschaftskameradinnen wurde sie 1980 für den Gewinn der Silbermedaille bei den Olympischen Spielen mit dem Vaterländischen Verdienstorden in Bronze ausgezeichnet.